# Flaga stanowa Waszyngtonu
Kolor zielony odzwierciedla przydomek Stan wiecznie zielony. W centrum znajduje się pieczęć z popiersiem Jerzego Waszyngtona. Rysunek pieczęci z 1889 roku, kiedy stan ten przyjęto do Unii, poprawiono w 1967 roku.
Przyjęta 7 czerwca 1923 roku. Proporcje 2:3, 3:5 lub 5:8.